# Pancerniki typu North Carolina
Pancerniki typu North Carolina – dwa amerykańskie szybkie pancerniki o wyporności standardowej 35 000 ton. Zaplanowane początkowo dla artylerii głównej kalibru 356 mm, zostały ostatecznie zbudowane z 9 działami 406 mm L/45. Obie jednostki, USS „North Carolina” (BB-55) i USS „Washington” (BB-56), zostały zwodowane w 1940 roku i przyjęte do służby w roku następnym.
Były pierwszymi amerykańskimi okrętami tej klasy niezaprojektowanymi przed I wojną światową, a zarazem pierwszymi zbudowanymi po wygaśnięciu określonej traktatem waszyngtońskim z 1922 roku pauzie w budowie okrętów tej klasy. Podlegały jednak traktatowemu ograniczeniu wyporności do 35 000 ton. Jako takie, uważane były za pierwsze nowoczesne okręty liniowe amerykańskiej marynarki podczas II wojny światowej.
W pierwszej połowie 1942 roku „Washington” uczestniczył w konwojach arktycznych do Murmańska, w drugiej zaś połowie tego roku, obydwa okręty wzięły udział w kampanii na Wyspach Salomona. W sierpniu 1942 roku „North Carolina” wniosła znaczący wkład w obronę lotniskowca USS „Enterprise” (CV-6) podczas bitwy koło wschodnich Wysp Salomona, w listopadzie zaś „Washington” rozstrzygnął bitwę pancerników pod Guadalcanalem zatapiając japoński pancernik „Kirishima”. „North Carolina” i „Washington” wzięły następnie udział w walkach o Wyspy Gilberta, o Wyspy Marshalla i na Marianach. Uczestniczyły także w bitwie na Morzu Filipińskim, w inwazji na Okinawę oraz w walkach o Iwo Jimę.
Po wojnie zostały wycofane ze służby, przy czym „North Carolina” do czasów współczesnych pełni rolę okrętu-muzeum.

## Geneza
Od 1929 roku marynarka amerykańska rozważała problemy budowy pancerników zgodnych z wymogami traktatu waszyngtońskiego z 1922 roku, stąd też sekretarz marynarki zaaprobował ramowe charakterystyki nowych okrętów, których wyporność standardowa wynosić miała, zgodnie z traktatem, 35 000 ton. Założenia obejmowały okręty o szerokości 30,5 metra, 9 działach kalibru 406 mm, maksymalnej prędkości 22–23 węzłów, konwencjonalnym pięciogrodziowym burtowym systemie ochronnym, pionowym burtowym pasie pancernym o grubości 343 mm i pancerzu pokładowym o grubości 114 mm. W ciągu jednak następnych lat rozważano kolejne koncepcje, wśród których były między innymi dwie z 1934 roku, zakładające budowę możliwie największego okrętu z działami kalibru 508 mm, który byłby w stanie przepłynąć śluzy Kanału Panamskiego. Pierwsza z nich zakładała okręty o wyporności 60 000 ton o prędkości maksymalnej 25 węzłów, druga zaś, jednostki o wyporności 72 000 i prędkości 30 węzłów.
Tak duże okręty nie spotkały się jednak z akceptacją szefa operacji morskich, domagającego się koncepcji okrętów o charakterze defensywnym i możliwie małej wyporności. Podjęte jednak prace w programie serii defensywnej nie dały spełniających oczekiwania rezultatów, gdyż w ich wyniku powstały koncepcje okrętów o zbyt słabym opancerzeniu w stosunku do okrętów potencjalnego przeciwnika, bądź też takich które nie byłyby w stanie zagrozić jego jednostkom. Rezultaty prac nad jedną z koncepcji – okrętu o wyporności 40 000 ton – zademonstrowały między innymi konieczny wzrost masy w celu osiągnięcia adekwatnego uzbrojenia, opancerzenia i prędkości 30 węzłów. Poczynione przy tym kalkulacje spowodowały m.in. powstanie wątpliwości co do deklarowanej przez Niemcy wyporności 35 000 ton budowanych wówczas pancerników „Bismarck” i „Tirpitz”.

### Pancernik 1937
Wobec niepowodzenia tych programów, podjęto nowe studia nad koncepcją okrętu oznaczonego jako Battleship 1937 (Pancernik 1937), zakładającą okręt o wyporności 35 000 ton i narzuconej przez ograniczenia Kanału Panamskiego szerokości 33 metrów. Celem umożliwienia korzystania z tak wielu jak to możliwe kotwicowisk i doków, zanurzenie przy pełnym załadowaniu ustalono na 11,5 metra. Ograniczenia te spowodowały znaczne zawężenie zakresu możliwych do zaakceptowania kompromisów. Ustalono wobec tego wymagania dla czterech aspektów konstrukcji okrętu:
- Uzbrojenie – w pożądanych charakterystykach określonych przez General Board departamentu marynarki, największy nacisk położono na uzbrojenie. Wybrano do tego celu nowe działa 356 mm L/50 Mark 11 (14" /50 Mark 11) z maksymalnie 12 lufami na okręt. Dopuszczono przy tym dla projektu wszystkie możliwe kombinacje, z wieżami podwójnymi, potrójnymi i poczwórnymi[3]. Założono także działa uniwersalne dla artylerii uzupełniającej, choć General Board nie określił ich kalibru. Jako lekkie uzbrojenie przeciwlotnicze ustalono działa 28 mm L/75 (1.1" /75) oraz wielkokalibrowe karabiny maszynowe Browning M2 kalibru 12,7 mm (.50 cal)[3].

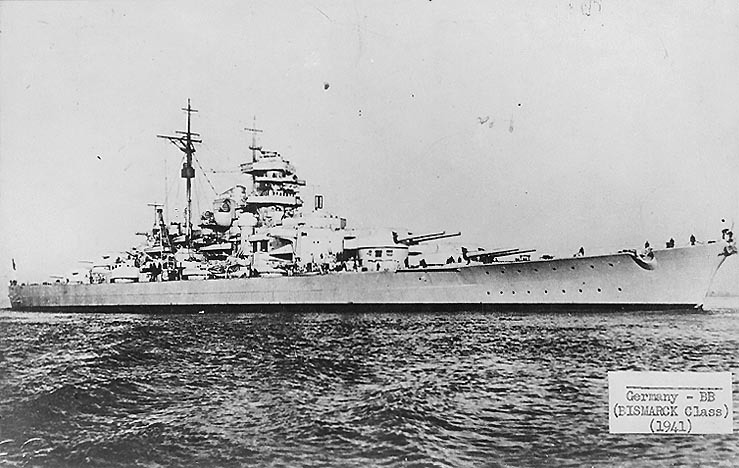
Wpływ na zmianę uzbrojenia głównego okrętów typu North Carolina, miało m.in. wyposażenie niemieckiego „Bismarcka” w działa SK C/34 kal. 380 mm

- Ochrona – drugim pod względem rangi ważności elementem nowego okrętu, miała być jego ochrona, przy założeniu całkowitej odporności przeciwko najsilniejszym pociskom używanym przez jakiegokolwiek możliwego przeciwnika, lub takim które mogą zostać opracowane w ciągu całego cyklu życia okrętu[3]. Z praktycznych względów, cel ten został zmodyfikowany przez zastrzeżenie, że opancerzenie cytadeli powinno zapewnić adekwatną strefę odporności przeciwko 680-kilogramowemu pociskowi kalibru 356 mm, podczas gdy boczny bierny system ochrony przeciwtorpedowej powinien wytrzymać efekty podwodnej eksplozji ładunku wybuchowego stanowiącej ekwiwalent 318 kilogramów TNT[4]. Nieopancerzone natomiast nadbudówki okrętu zapewniać miały jedynie ochronę przeciw odłamkom[4].

- Napęd – pożądana była prędkość maksymalna do 30 węzłów, zapewniana przez napęd turboelektryczny bądź turbiny z przekładnią mechaniczną. Dopuszczono jednak ograniczenie prędkości maksymalnej na rzecz akceptowalnego połączenia uzbrojenia z opancerzeniem[4].

- Warunki socjalne – wymagania wobec warunków dla załogi dostosowano do wymagań określonych ustawą LaFollette z 1926 roku, ustalającą wymagania wobec warunków socjalnych dla załóg cywilnych statków handlowych pływających pod amerykańską banderą[4]. Wymagania te zwiększyły w konsekwencji wielkość nadbudówki, skomplikowały system wentylacyjny oraz wymagania wobec systemu klimatyzacji. Rozwiązania te stosowane na wielu amerykańskich okrętach zwiększyły jednak efektywność załóg i ich morale[4].

W oparciu o te wymagania, w latach 1935–1937 opracowano 77 projektów, z których dla nowego pancernika wybrano ostatecznie projekt oznaczony jako „Schemat XVI”, który ukończono w sierpniu 1936 roku. Ustalono w nim aranżację trzech poczwórnych wież, dwóch w przedniej części okrętu i jednej w części rufowej, z dużym pojedynczym kominem w dużej odległości od przedniego masztu na nadbudówce. Urządzenia napędowe zostały zaś rozdzielone między cztery przedziały, z dwoma pomieszczeniami kotłów i dwoma siłowniami.
Rzeczywisty projekt zastosowany przy zawarciu kontraktów na budowę odbiegał jednak w kilku znaczących aspektach od ostatecznego projektu wstępnego, m.in. przez zastosowanie dwóch kotłów i jednej turbiny z przekładniami w każdym z czterech przedziałów, co zredukowało liczbę otworów w grodziach wodoszczelnych otaczających te pomieszczenia. Te zmiany doprowadziły do użycia dwóch, zamiast jednego komina. Zwiększono liczbę dział artylerii pomocniczej do 10 podwójnych wież dział 127 mm L/38 (5" /38 Mk 12). Zwiększeniu do 15° uległ też kąt nachylenia pancerza kadłuba. Ostateczną wersję projektu XVI-C do kontraktu produkcyjnego, zatwierdzono 4 maja 1937 roku.

## Budowa

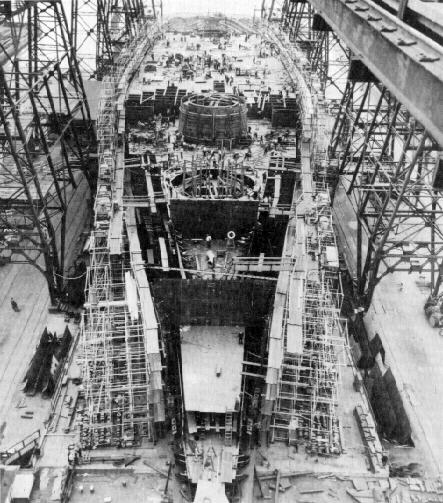
USS „Washington” (BB-56) w trakcie budowy w Filadelfii

Kontrakty na budowę dwóch pierwszych okrętów zawarto ze stoczniami New York Navy Yard w Nowym Jorku oraz Philadelphia Naval Shipyard w Filadelfii, które wygrały przetargi na budowę nowych pancerników, oferując cenę odpowiednio, 37,2 mln i 36,6 mln dolarów bez uwzględnienia kosztów pancerza i uzbrojenia, podczas gdy stocznia Fore River oferowała cenę 60 mln $, zaś New York Shipbuilding 56 mln $. O rozpoczęciu budowy nowych pancerników w tych stoczniach osobiście poinformował prezydent Franklin Delano Roosevelt. W obydwóch jednak stoczniach konieczne było przedłużenie i wzmocnienie istniejących doków konstrukcyjnych, co było jednym z czynników wpływających na opóźnienie budowy.
|                              | Stocznia                    | Stępka               | Wodowanie       | Służba          | Koniec służby   |                                                                         |
| ---------------------------- | --------------------------- | -------------------- | --------------- | --------------- | --------------- | ----------------------------------------------------------------------- |
| USS „North Carolina” (BB-55) | New York Navy Yard          | 27 października 1937 | 13 czerwca 1940 | 9 kwietnia 1941 | 27 czerwca 1947 | Skreślony 1 czerwca 1960 Sprzedany na cele muzealne 3 października 1961 |
| USS „Washington” (BB-56)     | Philadelphia Naval Shipyard | 14 czerwca 1938      | 1 czerwca 1940  | 15 maja 1941    | 27 czerwca 1947 | Skreślony 1 czerwca 1960, Sprzedany 24 maja 1961                        |

Mimo że proponowano konstrukcję spawaną, co pozwoliłoby na oszczędność około 10% masy strukturalnej okrętów, z uwagi na większą komplikację, wzrost kosztów i procedury stoczni, zdecydowano się na konstrukcję spawaną jedynie w 30%, wszystkie zaś podstawowe komponenty strukturalne łączone miały być za pomocą nitowania. Ostatecznie stępkę pod USS „North Carolina” (BB-55) – pierwszy okręt nowego typu – położono w New York Navy Yard 27 października 1937 roku. „North Carolina” była pierwszym budowanym amerykańskim pancernikiem od 10 lat.
Sytuacja międzynarodowa spowodowała jednak zmianę projektu na bardzo późnym etapie. Wpływ na to miała zwłaszcza odmowa podpisania drugiego traktatu londyńskiego z 1936 roku przez Japonię, a także fakt, że Niemcy, Francja i Włochy budowały pancerniki z działami 380 mm. Dane wywiadowcze wskazywały ponadto, że na swoich nowych pancernikach Japonia zamierza instalować działa 406 mm. Na dodatek II traktat londyński został ostatecznie podpisany jedynie przez usiłujące ograniczyć ryzyko wybuchu wojny państwa zachodnie. 21 lipca 1937 roku marynarka zaproponowała więc zmianę artylerii głównej nowych okrętów na działa kalibru 406 mm umieszczone w trzech potrójnych wieżach, co zostało zaakceptowane w listopadzie 1937 roku, już po położeniu stępki pod „North Carolinę”.
| Wyporność standardowa     | 35 000                      |
| Wyporność pełna           | 42 330                      |
| Długość na linii wodnej   | 217,62                      |
| Szerokość na linii wodnej | 31,77                       |
| Zanurzenie                | 10,97                       |
| Moc na wale               | 115 000                     |
| Prędkość maksymalna       | 27,5 węzła                  |
| Zasięg pływania           | 17 450 mil morskich / 15 w. |
| Uzbrojenie                | 12 × 4 × 356 mm L/50        |
|                           | 20 × 2 × 127 mm L/38        |
|                           | 16 × 4 × 28 mm L/75         |
| Główny pas pancerny       | 297 mm 15°                  |
| Płyta czołowa wieży       | 406 mm                      |
| Strop wieży               | 198 mm                      |
| Barbety                   | 381 mm                      |
| Opancerzenie pokładów     | 160 mm nad magazynami       |
|                           | 135 mm nad maszynownią      |

Stępkę pod USS „Washington” (BB-56) położono 14 czerwca 1938 roku w Philadelphia Naval Shipyard, która zwodowała okręt 1 czerwca 1940 roku, niemal dwa tygodnie wcześniej od zwodowanej 13 czerwca „North Caroliny”.

## Konstrukcja

### Ogólna charakterystyka
Pancerniki typu North Carolina były okrętami gładkopokładowymi z opływowymi nadbudówkami i podwójną płetwą rufową, która rozciągała się na znacznej części tylnej połowy kadłuba. Okręty o długości na linii wodnej 217 metrów i 31 metrów szerokości, miały wyporność standardową 35 000 ton, wyporność zaś pełną 42 330 ton. Zanurzenie jednostki wynosiło 10,97 metra, wysokość natomiast wolnej burty na dziobie wynosiła 8,94 metra, na rufie zaś 5,89 metra. Wysokość metacentryczna okrętów tego typu wynosiła 2,53 metra, zaś ich powierzchnia zwilżona 8760 m2. W jednostkach tych zastosowano dodatkową płetwę rufową, co redukowało – w różnych zakresach prędkości okrętu – opór hydrodynamiczny od 1 do 5%. Element ten wywoływał jednak wibracje kadłuba, którym częściowo zaradziła wymiana śrub.
W miarę doposażania okrętów, zwłaszcza w kolejne działa obrony przeciwlotniczej, rosła też ich wyporność. Na koniec wojny wyporność pełna „North Caroliny” wynosiła już 46 700 ton standardowych, zaś „Washingtona” – 45 370 ton. Dokonywane w okrętach podczas wojny zmiany wpływały także na liczebność załogi. Nominalnie przewidziane w projekcie na 1880 członków, w 1945 roku okręty zaopatrywane były dla 2339 członków załogi, zaś w momencie zakończenia służby w 1947 roku załoga „North Caroliny” liczyła 1774 osób, „Washingtona” zaś 1989 osób.

### Uzbrojenie
Po zakończeniu budowy obydwa okręty typu North Carolina uzbrojone były w 9 dział 406 mm L/45 w trzech potrójnych wieżach i 20 dział uniwersalnych 127 mm L/38 w 10 podwójnych wieżach. Uzbrojenie przeciwlotnicze na początku 1942 roku stanowiło 16 poczwórnych zestawów dział 28 mm L/75 oraz 12 karabinów maszynowych Browning M2 kalibru 12,7 mm. W 1941 roku łączna masa zgromadzonej na okrętach tego typu amunicji wynosiła 1817 ton.

#### Artyleria główna

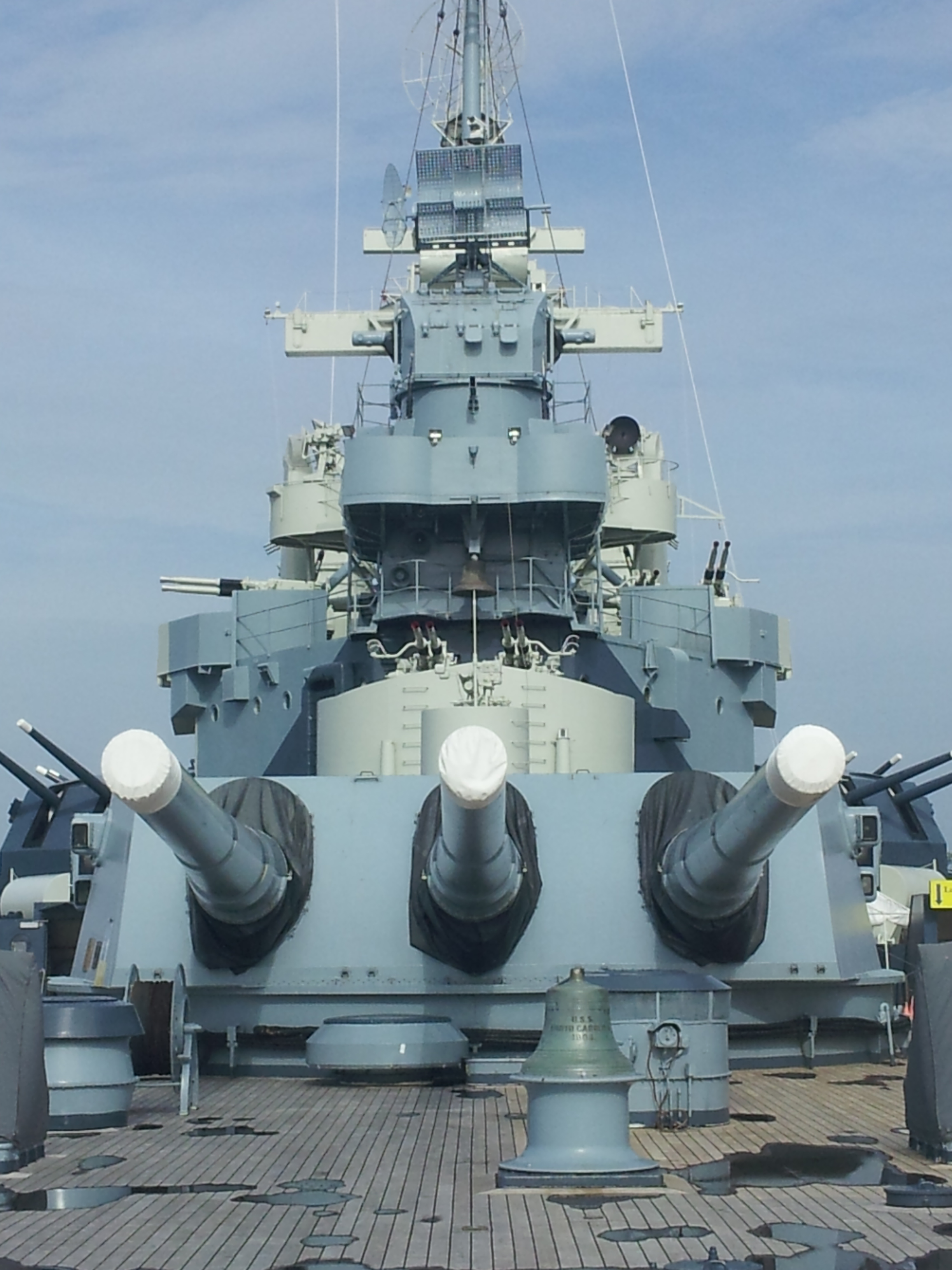
Działa rufowej wieży artylerii głównej 406 mm L/45 „North Caroliny”. Postać współczesna, w roli muzeum.

Po zmianie, już w trakcie budowy „North Caroliny”, 12 dział 14-calowych (356 mm) na 9 dział 16-calowych (406 mm) L/45, waga salwy burtowej wzrosła z 8160 kg do 11 025 kg. Każdy bowiem pocisk kalibru 356 mm ważył 680 kg, podczas gdy pociski 406 mm miały masę 1225 kg każdy. Relatywnie mała prędkość początkowa tych ostatnich, przy długości lufy 45 kalibrów, wynosiła 701 m/s, maksymalna zaś donośność przy elewacji 45° wynosiła 33 741 metrów. Decyzja o używaniu znacznie cięższych pocisków przeciwpancernych z ich zredukowaną prędkością początkową, skutkowała jednak zwiększeniem przebijalności pancerza na dużych dystansach. Stosowane na pancernikach typu Iowa działa 406 mm L/50 Mark 7 umożliwiały wprawdzie strzały na większy dystans, jednak w czasie projektowania „North Caroliny” i „Washingtona” działa te nie były jeszcze dostępne. Przy prędkości początkowej 701 m/s, przykładowa obliczeniowa przebijalność pasa pancernego pocisku o masie 1225 kg z działa 406 mm L/45 wynosiła 597 mm z odległości 9144 metrów oraz 324 mm z odległości 27 432 metrów, przebijalność zaś opancerzonego pokładu z tych samych dystansów odpowiednio 47 i 194 mm.
Wieże opancerzone były w każdej płaszczyźnie. Płyty pancerne ściany czołowej miały grubość 406 mm, ścian bocznych 249 mm, ściany tylnej 300 mm, grubość zaś płyty pancernej stropu wynosiła 179 mm. Masa całkowita wieży z trzema działami bez amunicji wynosiła 1460 ton, z odstępami między lufami wynoszącymi 2,97 metra. Wieża obracała się z maksymalną prędkością 4°/sek., podczas gdy maksymalna prędkość elewacji dział wynosiła 12°/sek. Nominalny cykl odpalenia tych dział wynosił 30 sekund, odrzut zaś 122 cm.
W przeciwieństwie do brytyjskiej praktyki, na okrętach amerykańskich rzadko wszystkie trzy działa wieży strzelały jednocześnie, były bowiem niezależnie od siebie odpalane

#### Artyleria średnia
Artylerię pomocniczą tych pancerników tworzyły wyłącznie działa uniwersalne 127 mm L/38 Mark 12. Opracowane na początku lat 30. i zainstalowane po raz pierwszy w 1934 roku na niszczycielach, gotowe do instalacji w wieżach na pancernikach były w roku 1937. Na pancernikach typu North Carolina zainstalowano 20 dział tego typu – w 10 podwójnych wieżach po pięć na każdej stronie okrętu w rejonie śródokręcia, z których sześć zainstalowanych zostało na głównym pokładzie, pozostałe zaś cztery na pokładzie nadbudówki.
Mimo że zarówno masa pocisku tego działa, jak i prędkość początkowa nie były szczególnie duże, jego niezawodność, szybkostrzelność, donośność pionowa, celność oraz prędkość obrotu w poziomie i elewacji przy napędzie elektrycznym, czyniły z niego prawdopodobnie najlepsze okrętowe działo uniwersalne II wojny światowej.

#### Bateria artylerii lekkiej

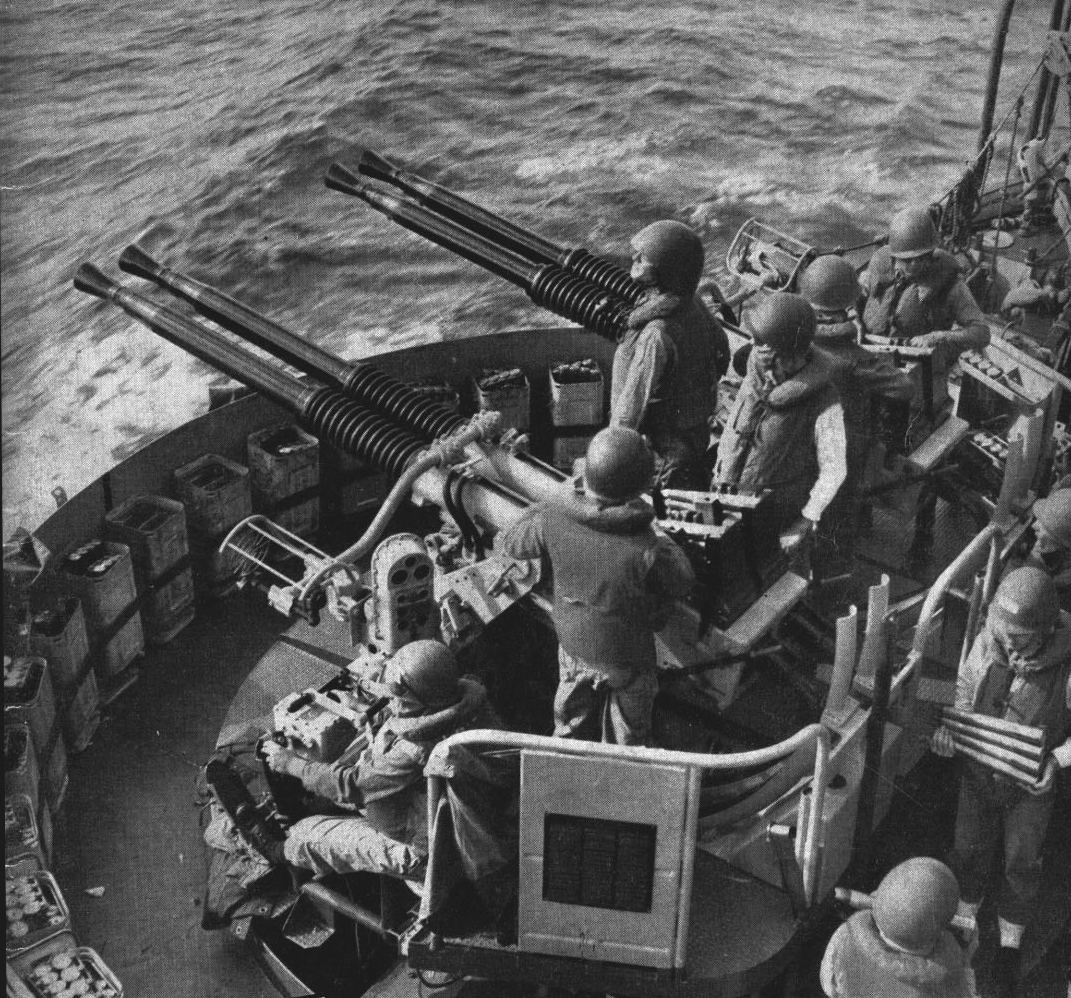
60 poczwórnych działek 40 mm L/50 Boforsa, na obydwu okrętach zastąpiło 16 dział 1.1" na poczwórnej podstawie

Do obrony okrętu na bezpośrednim dystansie przewidziano w projekcie szybkostrzelne karabiny maszynowe zdolne do szybkiego obrotu i elewacji, celem zwalczania nisko lecących samolotów. W projekcie Pancernik 1937 przewidziano do tego celu karabiny maszynowe Browning M2 kalibru 12,7 mm oraz działka 1.1" L/75 (28 mm) zwane potocznie „Chicago Piano”.

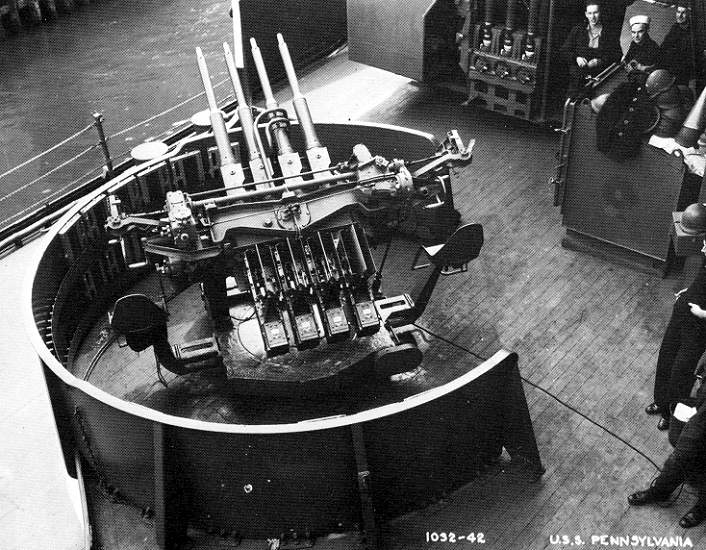
Poczwórny zestaw działek 1.1" L/75

Ostatnie z nich miały chromowane zewnętrznie i wewnętrznie lufy, amunicja zaś była dostarczana w mieszczących 8 pocisków łódkach, co dawało szybostrzelność teoretyczną 150 strzałów na minutę. Ich pociski nie miały jednak samolikwidatora.

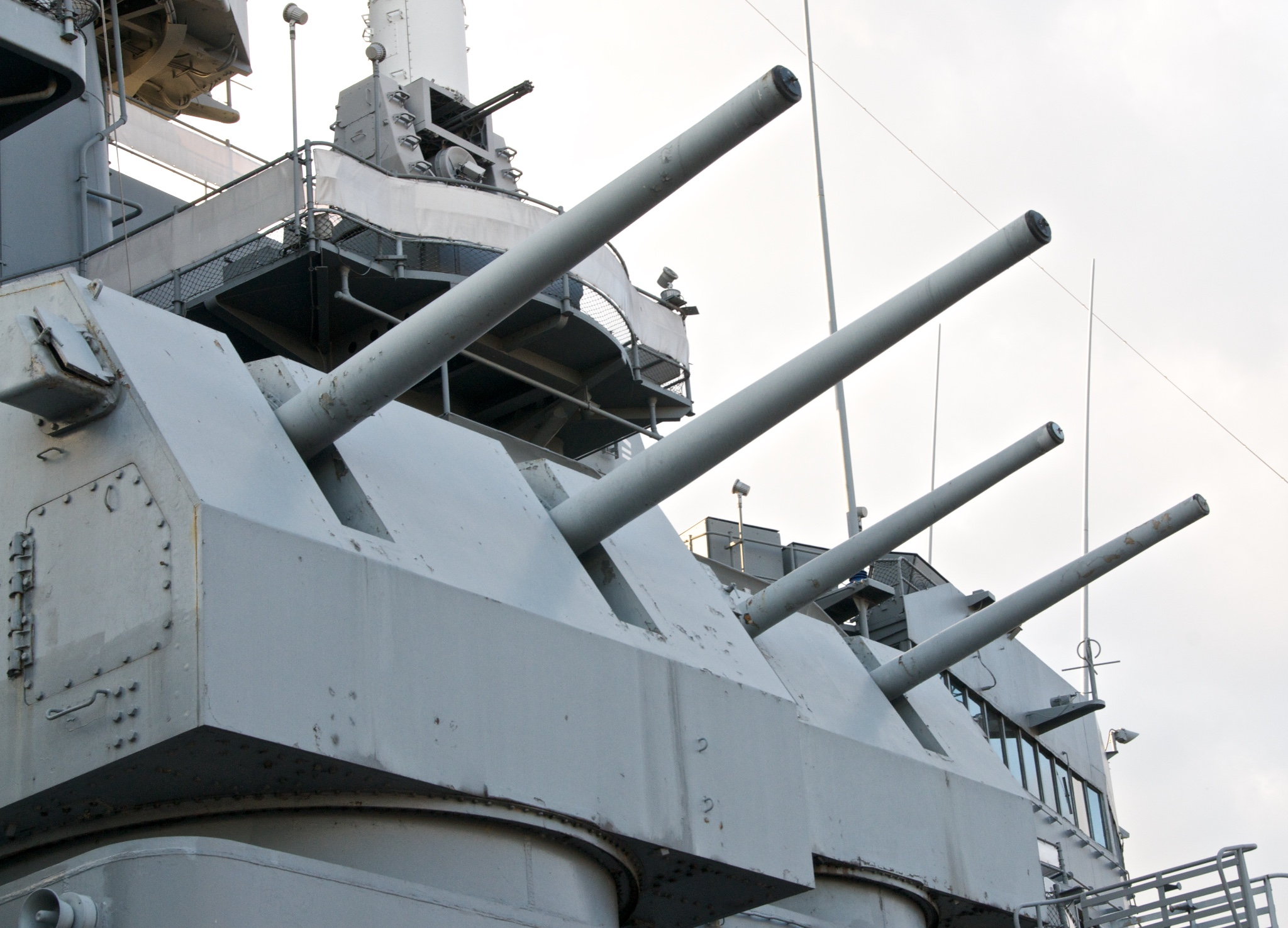
Działa 127 mm L/38 Mk 12 w podwójnej wieży Mk 28, będącej najcięższą wieżą podwójną dla tego typu dział

Z uwagi na trudności w instalacji na nadbudówce działek 1.1", na każdym okręcie zainstalowano jedynie cztery zestawy poczwórne. Działka te były zawodne i podatne na zacięcia, jednocześnie były zbyt małe aby wypełnić lukę między lekkimi karabinami maszynowymi a artylerią średniego kalibru, z drugiej strony zbyt ciężkie jako broń ostatniej szansy. Toteż od roku 1942 marynarka zaczęła wymieniać „Chicago Piano” na produkowane na szwedzkiej licencji po znacznych modyfikacjach, działka Bofors 40 mm L/56 w zestawach podwójnych i poczwórnych. Działka te dysponowały szybkostrzelnością 160 strz./min. i pociskami samolikwidującymi się w odległości 4500 metrów. W tym samym czasie, karabiny 12,7 mm (zwane .50-cal) zastępowano 20-milimetrowymi działkami Oerlikon z eksplodującymi pociskami o wadze 122,7 grama. Szybkostrzelność działek Oerlikon wynosiła 450 pocisków na minutę, wystrzeliwanych z prędkością początkową 835 m/s na odległość 4390 metrów. W wyniku stopniowo następującej wymiany, a następnie wzmacniania lekkiej artylerii przeciwlotniczej, na koniec wojny okręty wyposażone były w zupełnie inną i znacznie mocniejszą artylerię przeciwlotniczą.
|                  | 40 mm L/50 | 1.1" L/75 | 20 mm L/70 | 12,7 mm |
| ---------------- | ---------- | --------- | ---------- | ------- |
| „North Carolina” |            |           |            |         |
| (kwi. 1941)      | brak       | 16        | brak       | 12      |
| (gru. 1941)      | brak       | 16        | 40         | 12      |
| (cze. 1942)      | brak       | 16        | 40         | 28      |
| (gru. 1944)      | 60         | brak      | 48         | brak    |
| (cze. 1945)      | 60         | brak      | 36         | brak    |
| „Washington”     |            |           |            |         |
| (kwi. 1941)      | brak       | 16        | brak       | 12      |
| (gru. 1941)      | brak       | 16        | 20         | 12      |
| (cze. 1942)      | brak       | 16        | 20         | 28      |
| (gru. 1944)      | 60         | brak      | 67         | brak    |
| (sie. 1945)      | 60         | brak      | 83         | brak    |
| (lis. 1945)      | 60         | brak      | 63         | brak    |

### Radary

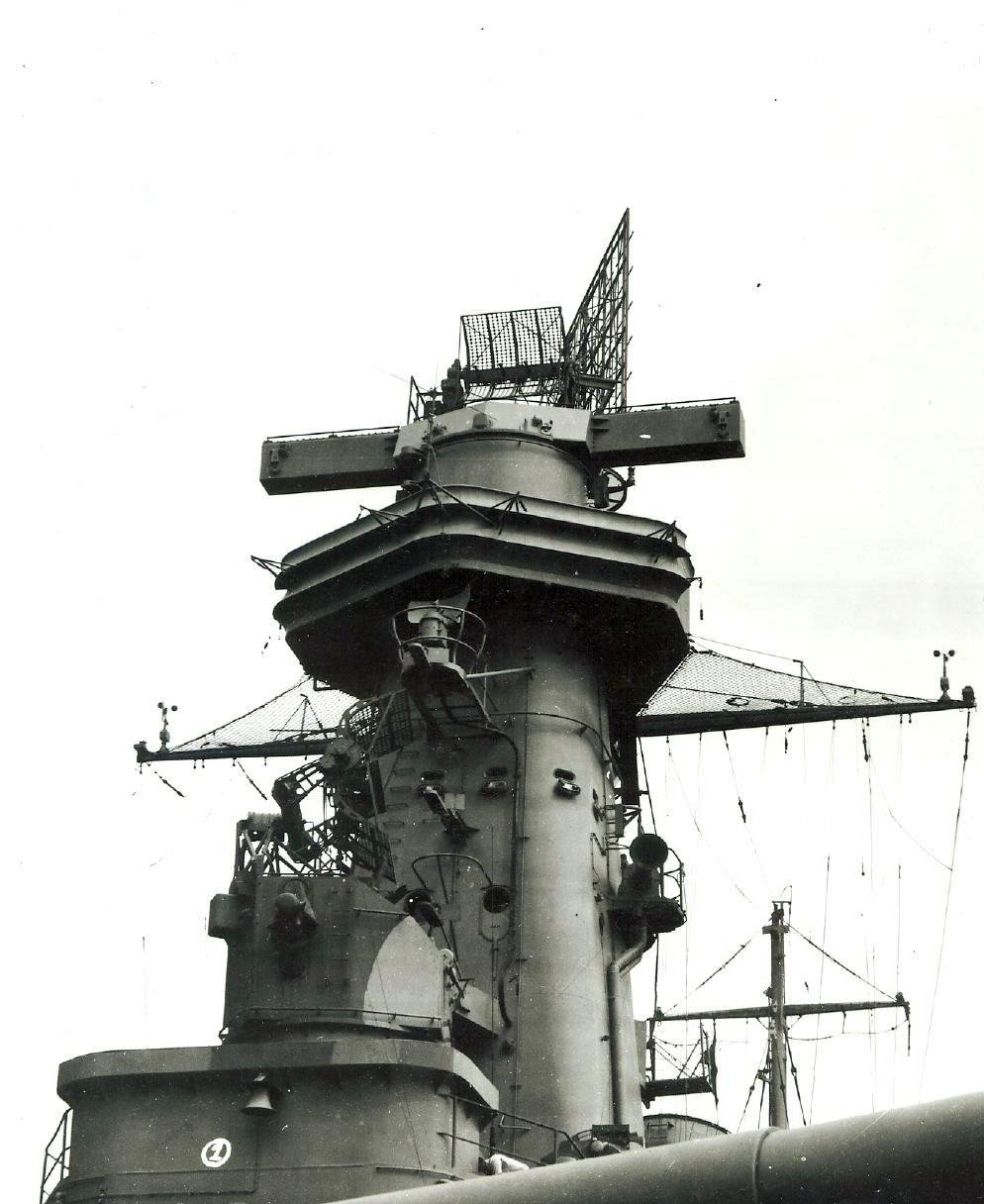
Przedni maszt „Washingtona”, 18 sierpnia 1942 roku w New York Navy Yard. Zwraca uwagę radar SG skierowany ku dziobowi. Taka instalacja radaru uniemożliwiała kontrolę przestrzeni za rufą, co miało swoje konsekwencje podczas II bitwy pod Guadalcanalem.

W oryginalnej konfiguracji okręty typu North Carolina nie zostały wyposażone w radary. W miarę jednak upływu czasu, obydwa okręty otrzymywały lepsze wyposażenie, w tym radary. Już w sierpniu 1942 roku „Washington” został wyposażony w najnowocześniejszy wówczas radar przeszukiwania powierzchni SG z wyświetlaczem PPI. Na tym okręcie instalację radaru osobiście nadzorował adm. Willis Lee, wymuszając na Bureau of Ships (BuShips) instalację repetytora radaru na pomoście bojowym, celem uzyskania osobistego wglądu w sytuację taktyczną. Nie zdołał jednak przekonać BuShips do instalacji anteny radaru zwróconej ku rufie okrętu, co tworzyło w tej strefie martwe pole obserwacji o rozwarciu 30° po obu stronach jednostki i stanowiło istotny mankament okrętu, który miał swoje konsekwencje w trakcie II bitwy pod Guadalcanalem. „North Carolina” otrzymała swój radar wysokiej częstotliwości SG w morzu, zamiast w stoczni – co świadczy z jednej strony o tajemnicy, w jakiej to urządzenie było utrzymywane, z drugiej zaś – o pilności wyposażenia w nie najważniejszych okrętów. Już w czasie kampanii na Wyspach Salomona w drugiej połowie 1942 roku system kontroli ognia pancerników tego typu oceniany był jako „ogromny krok naprzód w technologii, o rząd wielkości w stosunku do starych pancerników, nawet po ich modernizacji”.
Radary były jednak unowocześniane. W roku 1945 „North Carolina” dysponowała już radarem SP, radarem kontroli przestrzeni powietrznej SK-2, systemami kontroli ognia artylerii głównej Mk 38 oraz artylerii średniej Mk 37 i lekkiej (40 mm) Mk 57.

### Ochrona okrętu
Zgodnie z ogólną regułą, że każdy okręt liniowy projektowany jest do wytrzymania uderzeń takich pocisków jakie sam przenosi, opancerzenie „North Caroliny” i „Washingtona” zostało zaprojektowane do wytrzymania uderzeń pocisków 356 mm o wadze 680 kg. Zasada ta nie znalazła więc zastosowania w okrętach typu North Carolina, gdyż te otrzymały ostatecznie uzbrojenie większego kalibru. Przeciwko pociskom kalibru 356 mm opancerzenie zapewniało nieprzebijalność cytadeli z odległości między 17 400 a 27 400 metrów. Natomiast przeciwko ostatecznie wykorzystywanym przez te okręty działom 406 mm L/45 z pociskami o wadze 1225 kg strefy odporności zapewniały ochronę na dystansach 19 470 do 25 420 metrów. Oparte na koncepcji stref odporności, marginalnie więc jedynie zapewniało ochronę w standardowym pojęciu ochrony przeciwko pociskom tego samego kalibru, co własna artyleria główna tych okrętów.
Opancerzona cytadela chroniona była przez główny boczny pas pancerny płytami ze stali pancernej o grubości 304 mm, opartymi na płytach ze stali STS o grubości 19 mm, nachylonymi pod kątem 15° z dolną krawędzią skierowaną do wnętrza okrętu. Dolna część pasa pancernego zmniejszała jednak swoją grubość do 167 mm, co było uzasadnione w świetle spowalniających właściwości wody. Zmniejszenie grubości pancerza w tym miejscu zostało w pewnym stopniu skompensowane przez ciężką gródź systemu ochrony przeciwtorpedowej na poziomie magazynów amunicji głównej artylerii o grubości 95 mm, nachyloną pod kątem 10°. Płaszczyzna pozioma pancerza cytadeli była cięższa niż w poprzednich typach okrętów, co było konsekwencją nacisku na ochronę przed pociskami strzelanymi z dużej odległości oraz bombami lotniczymi.

#### Opancerzenie pokładów
|               | Śródokręcie |        |
| Oś okrętu     | Boki        |        |
| Górny pokład  | 37 mm       | 37 mm  |
| Drugi pokład  | 127 mm      | 140 mm |
| Trzeci pokład | 16 mm       | 19 mm  |
| Razem         | 179 mm      | 196 mm |

Ukończone w latach 1921–1923 pancerniki typu Colorado wyposażone zostały w dobre jak na swoje czasy opancerzenie pokładów, z 89 mm pancerza górnego pokładu i 63,5 mm niższych pokładów. W North Carolinach ochrona pokładów została wyraźnie zwiększona, zmieniono jednak koncepcję tej ochrony. Zadaniem górnego pokładu – ze stali o grubości 37 mm – nie było już zatrzymanie pocisków, lecz aktywacja ich zapalników, podczas gdy niższe pokłady chronić miały żywotne części okrętów przed skutkami wynikłych stąd eksplozji. Opancerzenie zaś trzeciego pokładu służyć miało zatrzymaniu odłamków.

#### Cytadela
Opancerzone pokłady i boczny pas pancerny tworzyły strukturę prostopadłościanu, rozciągającą się od przedniej części wieży numer 1 do tylnej części wieży numer 3. Dolny pokład pancerny rozciągał się natomiast bardziej ku rufie, osłaniając pomieszczenie maszyny sterowej, z płytą pancerną o grubości 152 mm nad właściwą maszyną sterową. Przednia i tylna ściany końcowe cytadeli osłonięte były poprzeczną grodzią pancerną o grubości 279 mm, z podobnie silnym opancerzeniem pomieszczeń mieszczących silniki maszyny sterowej. Nachylone pod kątem 45° opancerzenie boczne pomieszczenia z urządzeniami kontrolującymi ster miało grubość 378 mm. Oddawało to standardową doktrynę US Navy, która akceptowała, że rufowa i dziobowa skrajne części okrętu są mniej chronione niż najbardziej żywotne części okrętu.

#### Wieże i magazyny
Bateria główna okrętów była stosunkowo dobrze chroniona, była jednak ulepszana w późniejszych konstrukcjach. Wieża chroniona była od czoła 406-milimetrową płytą pancerną, z bokami o grubości 251 mm, płyta tylna zaś miała 300 mm z 178 mm grubości stropu. Pancerz barbety był zmienny i miał grubość od 373 mm od czoła do 406 mm po bokach. Grubość pancerza płyt czołowych ograniczona była do 406 mm z powodu ograniczenia możliwości produkcyjnych. Dopiero po 1939 roku możliwa była produkcja płyt pancernych o grubości 457 mm, odpowiednia zmiana w tym zakresie dla jednostek typu North Carolina, uznana została jednak za niepraktyczną, gdyż o 6 miesięcy opóźniłoby to budowę okrętów. Wieże dział średniej artylerii, podobnie jak ich magazyny, zbudowane były z płyt o grubości 50 mm, choć opancerzenie ich magazynów wykonane było jedynie ze stali STS.

#### Ochrona przeciwtorpedowa
System ochrony przeciwtorpedowej został zaprojektowany do wytrzymania podwodnej eksplozji ekwiwalentu 317 kilogramów TNT. Zawierał zwiększające szerokość jednostek bąble przeciwtorpedowe. Na śródokręciu boczny system ochronny składał się z pięciu przedziałów. Dwa zewnętrzne, w tym bąbel, tworzyły puste przestrzenie, podczas gdy dwa kolejne wypełnione były płynem. Przedział przylegający do grodzi podtrzymującej był ponownie pusty. Skrajne końce systemu w pobliżu wież artylerii głównej składały się jedynie z czterech przedziałów – pustego zewnętrznego, dwóch wypełnionych płynem, i jednego próżnego. Gródź podtrzymująca miała w tym miejscu grubość 95 mm. System ten był solidny, został jednak pokonany jednokrotnie, gdy „North Carolina” otrzymała jedno trafienie japońską torpedą kalibru 533 mm z głowicą z ekwiwalentem 408 kg TNT, w miejsce gdzie zwężający się przed główną wieżą kadłub miał mniejszą objętość, ograniczając skuteczność systemu.

### Napęd

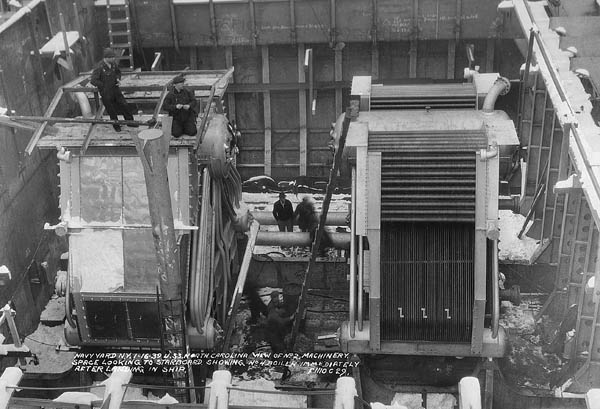
Maszynownia nr 2 z kotłem nr 4 tuż po jego instalacji. Widok w stronę sterburty.

Pancerniki typu North Carolina były pierwszymi amerykańskimi okrętami liniowymi łączącymi dość wysoką prędkość z silnym uzbrojeniem i ochroną. Czerpały w tym zakresie z szybkiego rozwoju inżynierii okrętowej, który umożliwił osiągnięcie wysokiej prędkości maksymalnej. Było to możliwe dzięki zastosowaniu wysokociśnieniowych i wysokotemperaturowych turbin oraz kotłów z przegrzewaczami z zaawansowanym systemem kontroli przegrzanej pary, użytymi po raz pierwszy w niszczycielach typu Mahan, a później w ciężkich krążownikach typu New Orleans.
W systemie napędowym zainstalowano typ napędu z podwójną przekładnią redukcyjną, zapewniający moc na wale 121 000 shp, z 8 kotłami Babcock & Wilcox, po dwa kotły w każdej z czterech kotłowni, co umożliwiło całkowicie niezależną od siebie nawzajem pracę z pełną mocą każdego z wałów i śrub. Kotły te pracowały z ciśnieniem roboczym 575 psi (40,43 kg/cm²) w temperaturze 850° F (454,4° C). Cztery zastosowane turbiny General Electric z przekładniami pracowały maksymalną prędkością obrotową 5904 rpm i zapewniały maksimum 115 000 shp mocy w normalnej pracy, co przekładało się na prędkość 27,5 węzła przy 199 rpm. Przy przeładowaniu parą jednak możliwe było uzyskanie mocy na wale 121 000 shp przez okres 2 godzin. Trzystopniowe turbiny wsteczne, pracujące z maksymalną prędkością 3299 rpm, zapewniały moc 32 000 shp. Okręty tego typu miały dwie czteropłatowe śruby wewnętrzne o średnicy 4,67 metra oraz dwie śruby zewnętrzne o średnicy 5,06 metra. Wyposażone były także w dwa stery o powierzchni 28,1 m², które odchylały się maksymalnie 36,5° w każdą stronę. W okrętach zainstalowano także po cztery wysokoprężne turbogeneratory o mocy 1250 kW, cztery generatory o mocy 850 kW i dwa dieslowskie generatory awaryjne o mocy 200 kW. Łączna moc elektryczna prądu przemiennego w jednostkach wynosiła 8400 kW przy napięciu 450 Wolt.
W 1945 roku jednostki tego typu zabierały od 6501 do 7281 ton paliwa, od 688 do 697 ton paliwa dla silników wysokoprężnych, 22 tony benzyny i 617,7 tony wody pitnej. Tak skonfigurowany system napędowy i zapasy zapewniały okrętom zasięg 17 450 mil morskich przy prędkości 15 węzłów, bądź 5740 mil morskich przy prędkości 25 węzłów.

### Wyposażenie lotnicze
W czasie projektowania okrętów rozpoznanie lotnicze uważane było za podstawę walki artyleryjskiej na dużych dystansach. Stąd też obydwa okręty przenosiły 3 wodnosamoloty Vought OS2U Kingfisher lub Curtiss SC Seahawk, po jednym na każdej z katapult i jeden przechowywany na pokładzie, jako że poniżej pokładu brak było miejsca na hangar. Samoloty te stanowiły jednak problem; zbyt duże niebezpieczeństwo wiązało się z koniecznością zmniejszenia prędkości na nieprzyjacielskich wodach celem podniesienia z wody samolotu, zgromadzone zaś na pokładzie paliwo lotnicze stwarzało zagrożenie pożarowe. Toteż wprowadzenie na pokłady radarów zmniejszyło rolę rozpoznania lotniczego dla ognia artyleryjskiego, a ostatecznie całkowicie je wyeliminowało.

## Służba

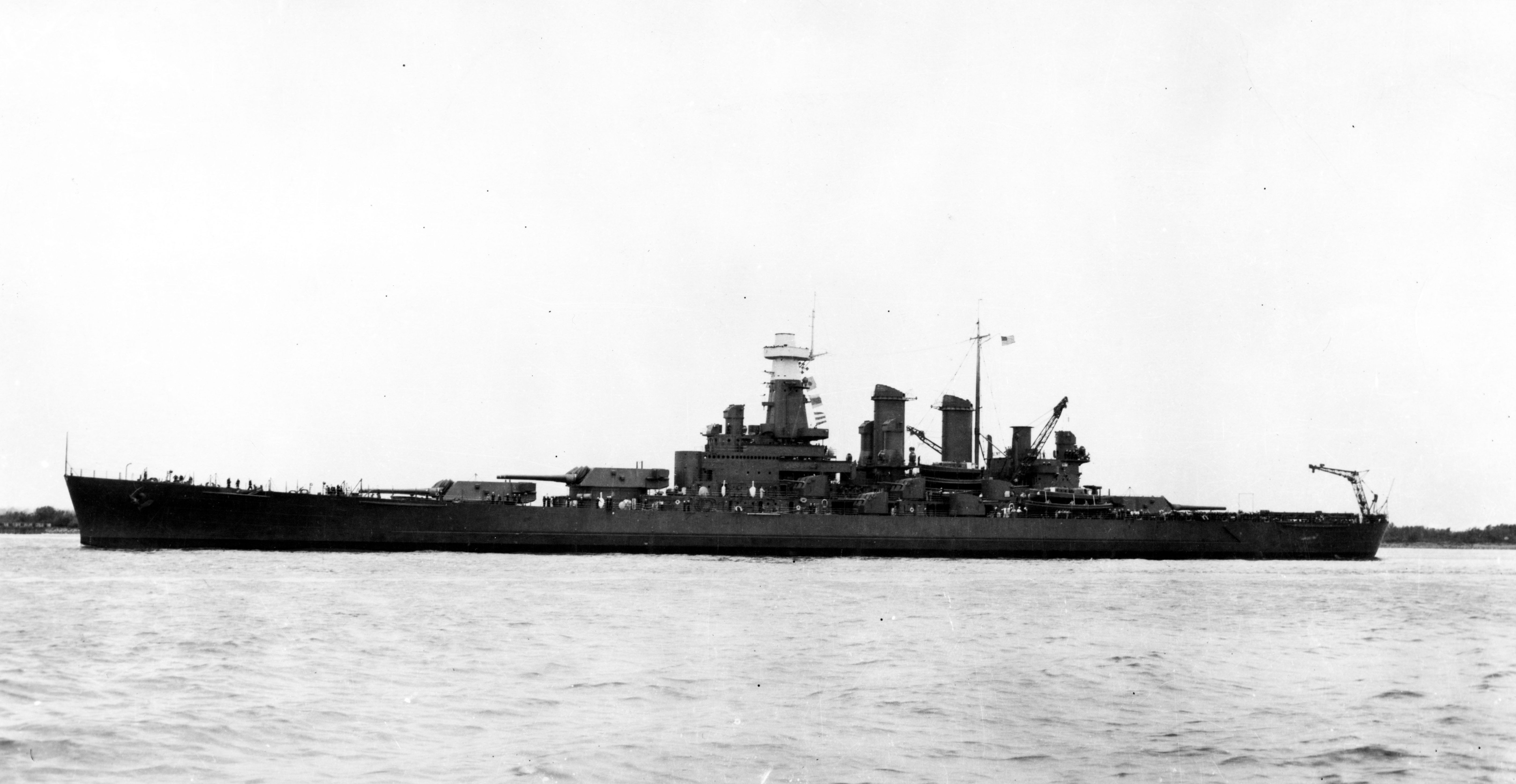
„Washington” tuż po przyjęciu do służby. Na nadbudówkach brak jest radarów, gdyż okręt nie został w nie początkowo wyposażony. Zostały one dodane później pod nadzorem adm. Willisa Lee

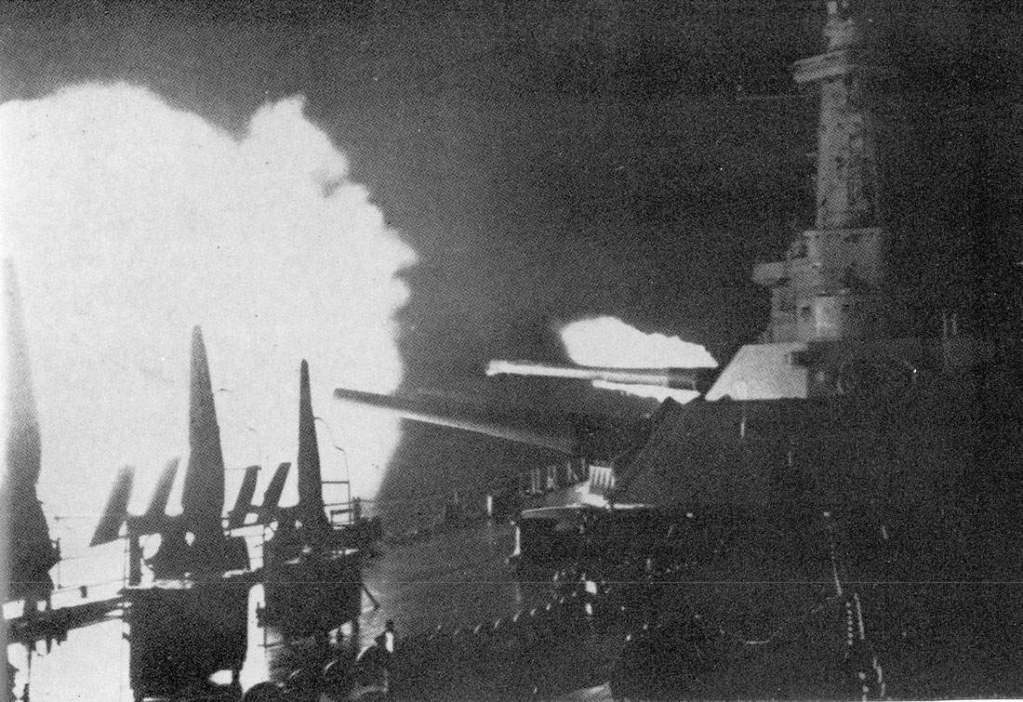
Działa 406 mm L/45 „Washingtona” podczas nocnej bitwy pancerników 14/15 listopada 1942 roku pod Guadalcanalem

USS „North Carolina” (BB-55) wszedł do służby w United States Navy 9 kwietnia 1941 roku, w związku jednak z problemami z wibracją kadłuba często wracał do nowojorskiej stoczni, przez co zyskał tam przydomek „the Snowboat” („śnieżny okręt”). Po japońskim ataku na Pearl Harbor okręt zintensyfikował szkolenie załogi i w czerwcu 1942 roku przeszedł na Pacyfik. Po rozpoczęciu operacji „Watchtower” i lądowaniu na Guadalcanalu, wziął udział w kampanii na Wyspach Salomona. Tymczasem USS „Washington” (BB-56) wszedł do służby 15 maja 1941 roku i został włączony do 1. dywizjonu pancerników na Wschodnim Wybrzeżu i Karaibach. W marcu 1942 roku jednak został wyłączony ze składu Floty Atlantyku i wszedł w skład brytyjskiej Home Fleet w Scapa Flow pod dowództwem adm. Johna Toveya. Do 14 lipca uczestniczył w kowojach do Murmańska, chroniąc je przed zagrożeniem ze strony „Tirpitza”. W związku z operacją „Watchtower” 28 sierpnia „Washington” przeszedł przez Kanał Panamski udając się na Pacyfik, gdzie jednostki typu North Carolina były jedynymi pancernikami zdolnymi dotrzymać kroku lotniskowcom, zużywając przy tym 30% mniej paliwa od starszych typów tej klasy.

### Kampania na Salomonach
24 sierpnia 1942 roku „North Carolina” odegrała jedną z kluczowych ról podczas bitwy koło wschodnich Wysp Salomona, osłaniając USS „Enterprise” (CV-6) przed atakami bombowców nurkujących z lotniskowców „Shōkaku” i „Zuikaku”. 15 września, wraz z lotniskowcem USS „Wasp” (CV-7) i niszczycielem „O’Brien”, „North Carolina” została storpedowana przez japoński okręt podwodny I-19, co spowodowało 10-metrową dziurę w bakburcie okrętu i wyłączyło go z operacji na kilka miesięcy.
Tymczasem „Washington” na południowym Pacyfiku z bardzo dobrymi rezultatami ćwiczył strzelanie ostrą amunicją, celując do krążownika USS „Atlanta” (CL-51). Nocą z 14 na 15 listopada „Washington” odegrał główną rolę w II bitwie pod Guadalcanalem – pierwszej z jedynie dwóch bitew pancerników w wojnie na Pacyfiku. Wykorzystując radar, dowodzony przez adm. Willisa Lee „Washington” zatopił japoński pancernik „Kirishima”. W walce nocnej, naprowadzane przez radary wieże artylerii głównej „Washingtona” umieściły w japońskim pancerniku co najmniej 20 pocisków 406 mm oraz 17 pocisków 127 mm. W bitwie odegrała pewną rolę nieprawidłowa instalacja radaru SG na „Washingtonie”, która umieściła siostrzaną „South Dakotę” w martwym polu obserwacji, co spowodowało opóźnienie w otwarcia ognia przez adm. Lee i uszkodzenie „South Dakoty” japońskim ogniem.

### Dalsze działania
Po ukończonym w grudniu 1942 remoncie, „North Carolina” nie brała udziału w aktywnych działaniach bojowych aż do czerwca 1943 roku, kiedy to wsparła operacje w centralnych Salomonach i wokół Nowej Gwinei. Następnie wspierała desant na Nową Georgię i inne wyspy w regionie, w listopadzie zaś 1943 roku – razem z „Washingtonem” – desant na Wyspy Gilberta. Z kolei „Washington” uczestniczył w kampanii na Wyspach Gilberta do ich zakończenia w grudniu 1943 roku, po czym 8 grudnia przeprowadził ostrzał Nauru. W styczniu 1944 roku „Washington” uczestniczył w uderzeniu na Wyspy Marshalla, wraz z pancernikami „Massachusetts” i „Indiana” osłaniając lotniskowce „Bunker Hill” i „Monterey” w ich ataku na Funafuti, a następnie na Kwajalein. Wszystkie pancerniki wystrzeliły wówczas na Kwajalein 1029 pocisków 406 mm. 29 i 30 stycznia „North Carolina” prowadziła ostrzał wysp Roi i Namur, po krótkim remoncie zaś, wzięła w czerwcu udział w walkach na Marianach.

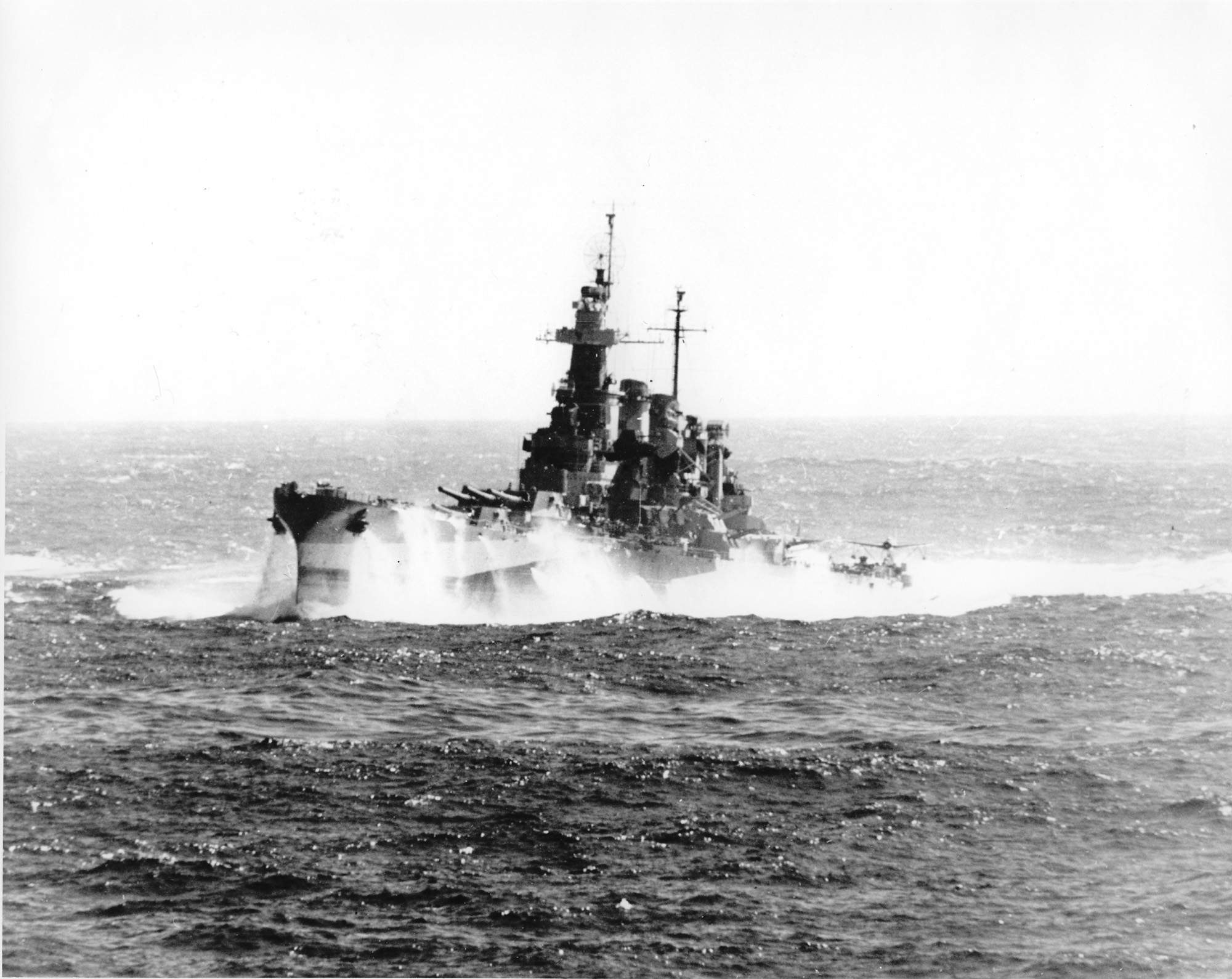
„North Carolina” podczas sztormu w grudniu 1944 roku w pobliżu Filipin

1 lutego 1944 roku, na skutek błędu niedoświadczonego nowego dowódcy „Indiany”, doszło w ciemności do kolizji z „Washingtonem”. Mimo że oba okręty zachowały pływalność, musiały zostać poddane remontowi, po którym „Washington” powrócił do działalności operacyjnej 30 maja 1944 roku. Dołączył wtedy do „North Caroliny” na Marianach. 13 i 14 czerwca siostrzane pancerniki ostrzeliwały Saipan i Tinian, zaś od 19 do 24 czerwca uczestniczyły w bitwie na Morzu Filipińskim. Następnie „North Carolina” wzięła udział w atakach lotniskowców na wyspę Guam, natomiast „Washington” pozostał na Marianach do 6 sierpnia. We wrześniu „Washington” wspierał lądowanie na Peleliu, po czym uczestniczył w szeregu rajdów lotniskowców na Okinawę, północny Luzon i Formozę. Tymczasem z powodu problemów technicznych z jednym z wałów „North Carolina” musiała popłynąć do stoczni Puget Sound w Bremerton na Zachodnim Wybrzeżu, a po ukończonym remoncie wraz z 3. Flotą wspierała wyzwolenie Filipin.
Od 5 listopada 1944 do 17 lutego 1945 roku „Washington” pływał w eskorcie lotniskowców podczas rajdów na Hongkong i Tokio, po czym ostrzeliwał japońskie instalacje na wyspie Iwo Jima, a do 16 marca prowadził operacje wspierające lądowanie na tej wyspie, co obejmowało m.in. eskortę lotniskowców w ponownym rajdzie na Tokio. W tym czasie „North Carolina” wraz 5. Flotą od 19 lutego prowadziła czterodniowe bombardowanie Iwo Jimy, które musiała przerwać po wyczerpaniu amunicji. Od 24 marca obydwa okręty typu North Carolina przeprowadziły dywersyjny ostrzał południowego wybrzeża Okinawy, będący częścią przygotowań do planowanej na kwiecień 1945 roku jednej największych operacji desantowych w historii. „Washington” ponowił go także 19 kwietnia.

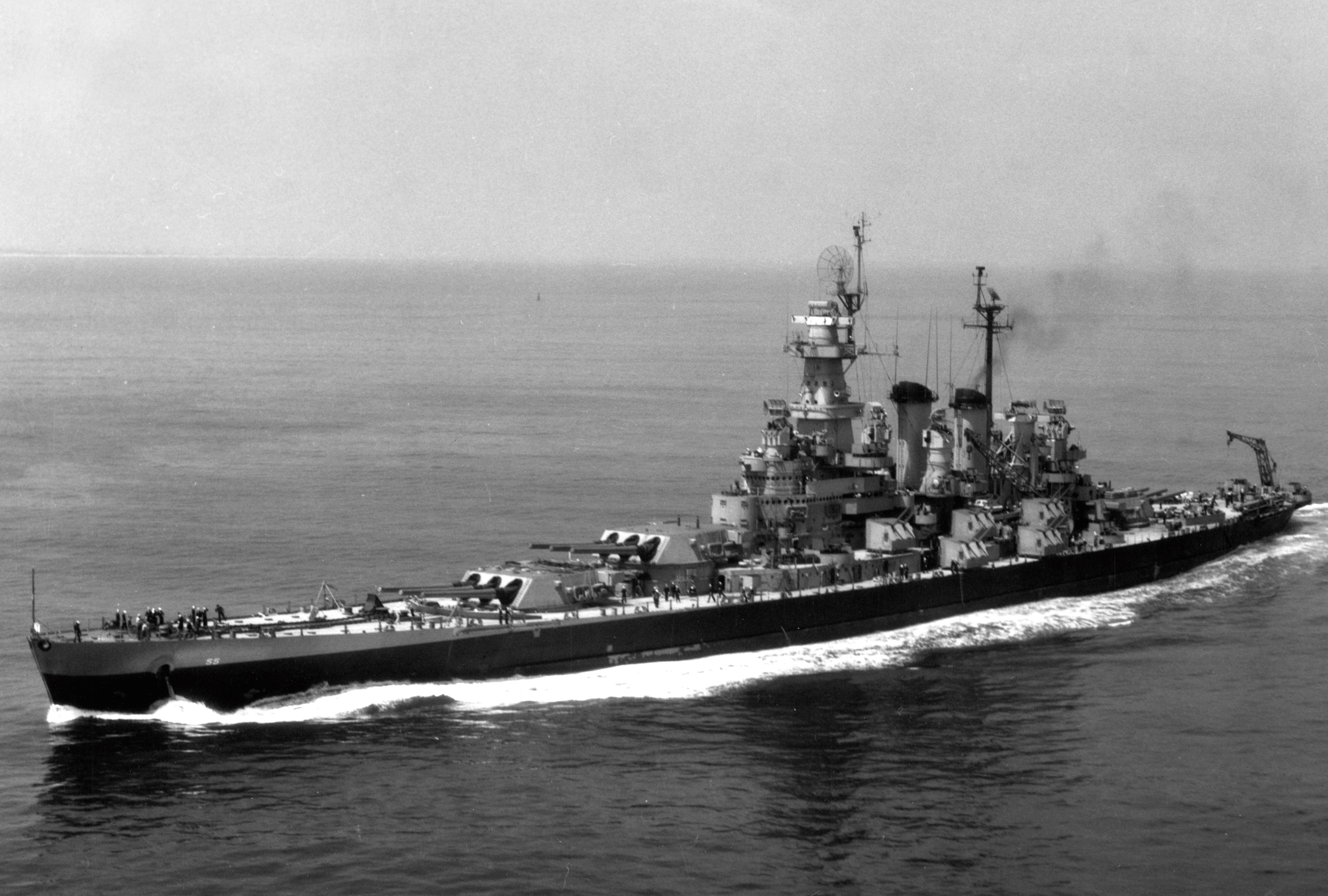
„North Carolina” 3 czerwca 1946 roku

6 kwietnia, podczas nieprzyjacielskiego ataku, przypadkowy amerykański pocisk 127 mm trafił w podstawę przelicznika artyleryjskiego wieży nr 2 dział 127 mm „North Caroliny”. W wyniku bratobójczego strzału zginęło 3 marynarzy pancernika, 44 zaś innych zostało rannych. Po odniesieniu niewielkich uszkodzeń, okręt udał się celem przeprowadzenia napraw do Pearl Harbor, po czym w lipcu wraz z innymi amerykańskimi i brytyjskimi pancernikami prowadził ostrzał macierzystych Wysp Japońskich, bombardując zakłady Hitachi 100 km od Tokio. 15 sierpnia wstrzymane zostały wszelkie operacje ofensywne przeciw Japonii, zaś „North Carolina” zakotwiczyła w Zatoce Tokijskiej, gdzie 2 września asystowała w ceremonii kapitulacji Japonii. 17 października 1945 roku przybiła do nabrzeża w Bostonie.

### Losy powojenne
USS „Washington” opuścił zachodni Pacyfik 6 czerwca 1945 roku i udał się na planowy remont w Puget Sound. Po jego ukończeniu, 17 października przypłynął do Filadelfii celem przygotowania okrętu do zadań transportowych, po czym ze zredukowaną załogą 84 oficerów i 835 marynarzy oraz 145 dodatkowymi kojami popłynął do Southampton w południowej Anglii z zadaniem transportu amerykańskich żołnierzy z Europy.
„North Carolina” została wyłączona z aktywnej służby i wraz z „Washingtonem” przeniesiona do rezerwy 27 czerwca 1947 roku. W 1954 roku amerykańska marynarka prowadziła badania nad możliwością przystosowania obu pancerników typu North Carolina do służby z nowoczesnymi okrętami, w tym przede wszystkim przez zwiększenie ich prędkości. Modernizacja tych okrętów została uznana za możliwą, wymagało to jednak znacznych modyfikacji całej rufowej części okrętów i nakładów w szacowanej wysokości 40 mln dolarów na okręt, toteż uznano to ostatecznie za niepraktyczne. 1 czerwca 1960 roku obydwie jednostki zostały skreślone z rejestru okrętów US Navy. „North Carolina” została jednak nabyta przez stan Karolina Północna do pełnienia roli okrętu-muzeum, którą pełni aktualnie.

## Podsumowanie

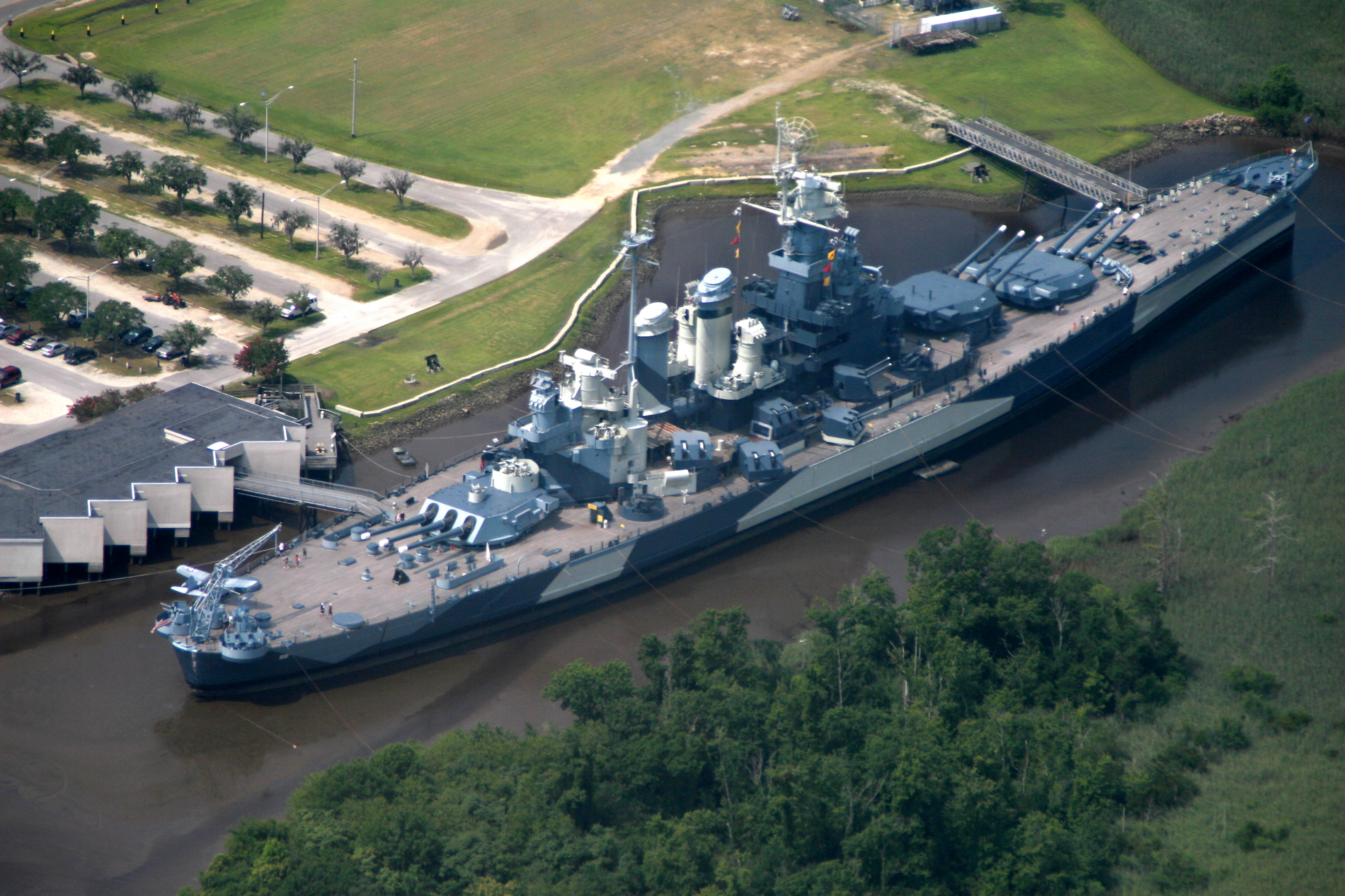
„North Carolina” jako muzeum

Obydwa okręty tego typu z sukcesem służyły podczas II wojny światowej. Podczas swojej służby bojowej „North Carolina” przepłynęła 307 000 mil morskich, wzięła udział w dziewięciu bombardowaniach nieprzyjacielskich instalacji brzegowych i zestrzeliła 24 japońskie samoloty. „Washington” zaś miał prawdopodobnie najwięcej zasług bojowych spośród wszystkich amerykańskich pancerników, choć – mimo nawet zatopienia „Kirishimy” – nie zdobył równej im sławy. Pod względem konstrukcyjnym okręty typu North Carolina wyznaczyły wiele standardów. Ich uzbrojenie artylerii głównej stało się typowym dla wszystkich pancerników konstruowanych po nich, jednak znaczenie ich dział 406 mm zostało przykryte przez wagę ich artylerii przeciwlotniczej, wobec krytycznej roli jaką odegrała w bitwach powietrzno-morskich od kampanii wokół Guadalcanalu w 1942 roku po inwazję na Okinawę w 1945.
Wywodzący się z czasów I wojny światowej system podwodnej ochrony okrętów widziany był jako adekwatny, wobec jednak wzrostu siły ładunku torped wielu ekspertów marynarki widziało konieczność zmian w tym zakresie, co znalazło odbicie już w konstrukcji wywodzących się z tego typu jednostek typu South Dakota. Obydwa okręty miały problemy z wibracją, częściowo tylko zredukowane przez zmianę pędników. Napęd okrętów sprawdził się jednak podczas intensywnego wykorzystania w warunkach wojennych. Identyczne jak w tych pancernikach kotły lotniskowca USS „Franklin” (CV-13), rozgrzane podczas intensywnych operacji, zostały w marcu 1945 roku zalane zimną wodą oceaniczną i przetrwały to w dobrym stanie.
Zarówno „North Carolina” jak i „Washington” efektywnie i dobrze służyły podczas wojny; ich historia uczyniła je dobrymi przykładami nowoczesnych pancerników skonstruowanych zgodnie z restrykcjami traktatowymi. Późniejsze od nich okręty przewyższały je często zdolnościami bojowymi, jednak jedynie nieliczne z nich przewyższyły je swoimi zasługami wojennymi.